# Viacheslav Kravtsov
Viacheslav "Slava" Kravtsov (Odessa, 25 de agosto de 1987) es un jugador de baloncesto ucraniano que pertenece a la plantilla del Kaohsiung 17Live Steelers de la liga de baloncesto de Taiwán. Con 2,12 metros de estatura, juega en la posición de pívot.

## Trayectoria deportiva
Formado en las categorías inferiores del BC Kiev, jugó en su segundo equipo en 2005 y al año siguiente pasó al primero, donde permaneció hasta 2010, promediando 5,1 puntos y 3,5 rebotes por partido.
En 2010 ficha por el BC Donetsk, con los que ganó la Superliga de Ucrania en 2012, promediando 10,0 puntos y 5,1 rebotes por partido.
En julio de 2012 firmó un contrato multianual con los Detroit Pistons de la NBA, con los que en la temporada 2012-13 promedió 3,1 puntos y 1,8 rebotes en 25 partidos.
El 31 de julio de 2013, Kravtsov fue traspasado junto con Brandon Knight y Khris Middleton a Milwaukee Bucks a cambio de Brandon Jennings. El 29 de agosto de 2013, Kravtsov e Ish Smith fueron enviados a Phoenix Suns por Caron Butler.
Kravtsov jugaría la siguiente campaña en el Foshan chino, donde promedió 16.0 puntos y 9.8 rebotes por partido.
En 2015, CSKA Moscú andaba a la búsqueda de un pívot que sustituyera la baja temporal de Freeland, y han anuncian el acuerdo hasta final de año con el ucraniano.
Llegó en diciembre de 2015 al CAI Zaragoza, equipo en el que promedió 8.4 puntos por partido y 5.4 rebotes en Liga Endesa, convirtiéndose además en el máximo taponador de la competición con 29 tapones. Kravtsov jugó también en Eurocup, competición que disputó también con el CAI donde promedió 11.1 puntos y 6.5 rebotes por partido.
En octubre de 2016, el Valencia Basket anunció la contratación del pívot ucraniano por lo que resta de temporada para sustituir a John Bryant, que fue cortado por el club tras disputar las dos primeras jornadas de la Liga Endesa. Con el conjunto taronja, consiguió ganar la Liga ACB tras imponerse en la final al Real Madrid por 3-1, además de quedar subcampeón en la Copa del Rey y en la Eurocup.
En julio de 2018, tras una temporada en Turquía, es contratado por el San Pablo Burgos de la Liga ACB.
Tras dos temporadas en España, ficha por el Eskişehir Basket Spor Kulübü donde juega en la temporada 2017-18.
Desde 2020 a 2022, regresa a su país de origen para jugar en el BC Dnipro.
En la temporada 2022-23, firma por el Hestia Menorca de la Liga LEB Plata.
El 15 de diciembre de 2022, deja el Hestia Menorca y firma por el Kaohsiung 17Live Steelers de la liga de baloncesto de Taiwán.

### Selección nacional
Como miembros de la selección de baloncesto de Ucrania disputó la Copa Mundial de Baloncesto de 2014 y tres ediciones del Eurobasket: 2011, 2013 y 2017. Asimismo también participó del los Torneos de Preclasificación Olímpica FIBA 2023.

## Estadísticas de su carrera en la NBA

### Temporada regular
| Año     | Equipo  | PJ | PT | MPP | %TC  | %3P  | %TL  | RPP | APP | ROB | TPP | PPP |
| ------- | ------- | -- | -- | --- | ---- | ---- | ---- | --- | --- | --- | --- | --- |
| 2012-13 | Detroit | 25 | 0  | 9.0 | .717 | .000 | .297 | 1.8 | .4  | .2  | .4  | 3.1 |
| 2013-14 | Phoenix | 20 | 0  | 3.0 | .513 | .000 | .500 | .9  | .1  | .0  | .1  | 1.0 |
| Total   | Total   | 45 | 0  | 6.3 | .672 | .000 | .333 | 1.4 | .2  | .1  | .2  | 2.2 |